# آنیتا جیلت
آنیتا جیلت (انگلیسی: Anita Gillette؛ زادهٔ ۱۶ اوت ۱۹۳۶) یک هنرپیشه، و بازیگر سینما اهل ایالات متحده آمریکا است. وی از سال ۱۹۵۹ میلادی تاکنون مشغول فعالیت بوده‌است.
از فیلم‌ها یا برنامه‌های تلویزیونی که وی در آن نقش داشته است می‌توان به مایل هستید برقصیم؟، بدون پسران زندگی معنا ندارد و عالی جدید و شگفت‌انگیز اشاره کرد.